# بحيرة زفيزدا
بحيرة زفيزدا هي بحيرة جليدية كبيرة غير منتظمة الشكل على بعد 800 متر (0.80 كم) جنوب شرق بحيرة كوان (Cowan lake) في الجزء الشرقي من شبه جزيرة بريدنيس في تلال فيستفولد في أنتاركتيكا.
تم تصوير البحيرة لأول مرة بواسطة بعثة عمليات البحرية الأمريكية (1946-1947)، وتم تخطيطها من الصور الجوية التي التقطتها البعثة السوفيتية في أنتاركتيكا (1956) و(البعثات الوطنية الأسترالية لأبحاث القطب الجنوبي) (1957-1958) (ANARE). سميت Zvezda (النجمة) من قبل البعثة السوفيتية، ولا ينبغي الخلط بينها وبين بحيرة براونستيفير، التي تقع على بعد 0.5 ميل جنوب غرب بحيرة كوان (Cowan lake).